# Peugeot 601
La 601 è una vettura di classe alta, prodotta a metà degli anni trenta dalla Casa francese Peugeot.

## Profilo
La 601 nacque nel 1934, in quel periodo in cui per l'automobile si cercava l'aerodinamicità e la sinuosità nelle forme, una tendenza proveniente dagli Stati Uniti e che finirà per influenzare l'intero panorama automobilistico europeo. La 601 fu contemporanea alla 401. Quest'ultima era vista come la sintesi delle precedenti Peugeot Type 183 e Type 181, come vettura di cilindrata intermedia che riassumesse le due antenate. La 601, invece, era la sintesi della Type 183 e della Type 176 e andò pertanto a posizionarsi sopra la 401, come vettura di fascia alta. 
La 601 è equipaggiata da un 6 cilindri in linea da 2148 cm³ in grado di sviluppare 60 CV di potenza massima a 3500 giri/min. La potenza limitata (nonostante l'utilizzo di un carburatore a doppio corpo) e il peso piuttosto elevato ne penalizzarono le prestazioni, che si fermavano a 110 km/h di allungo.

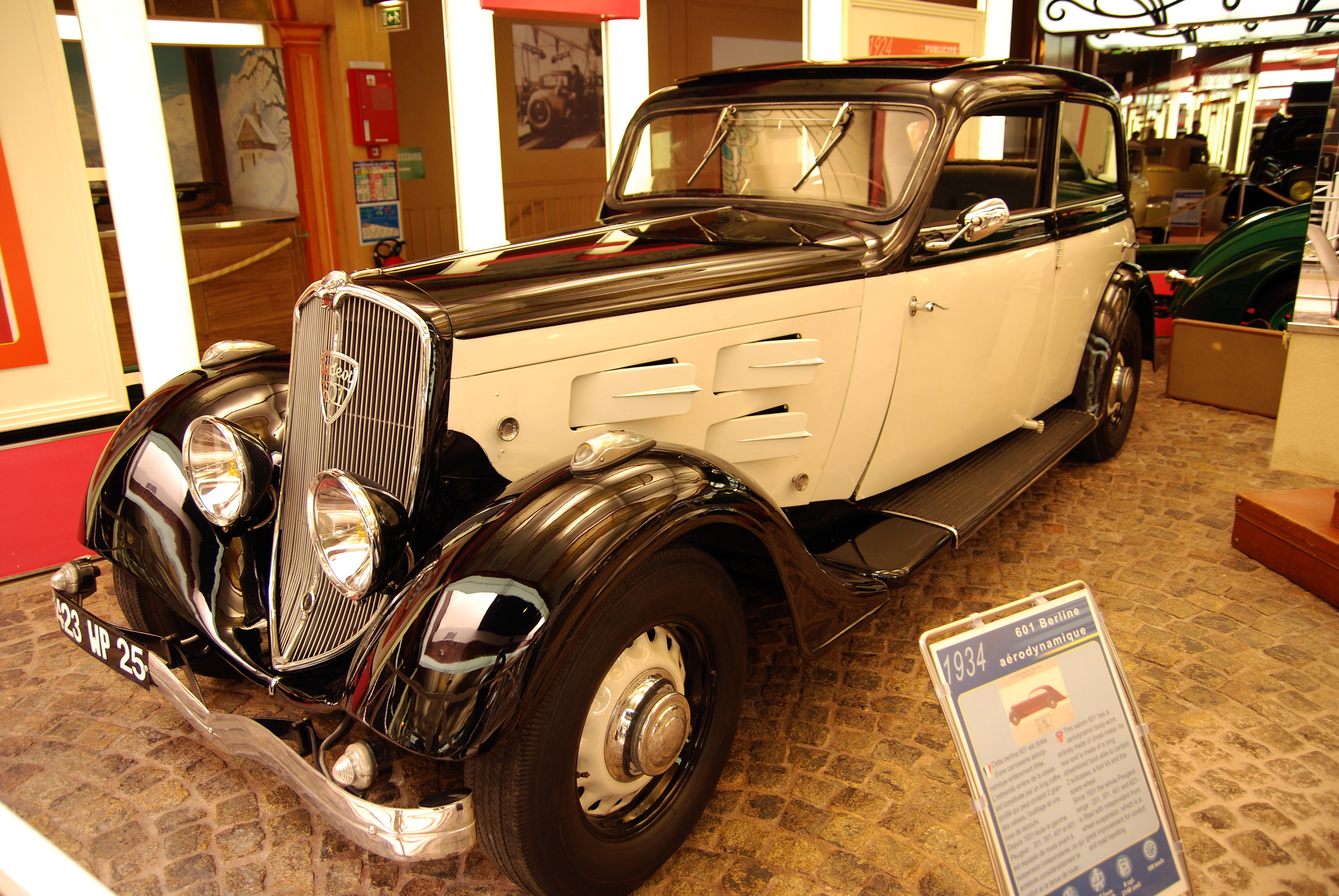
Peugeot 601 berlina aerodinamica

La 601 fu prodotta in svariate versioni di carrozzeria. Le prime 601 furono disponibili con telaio normale e con carrozzeria berlina normale e aerodinamica, limousine, familiale, coupé e roadster. Poco dopo arrivarono anche le cabriolet e le versioni a passo allungato, che superavano i 5 metri di lunghezza. Erano tutte vetture molto riuscite stilisticamente, dalle forme imponenti ma sinuose, che rivelavano una chiara affinità stilistica con le altre tre Peugeot facenti parte della gamma di allora (201, 301 e 401). Tale affinità proseguì anche con il restyling del 1935, con il quale l'intera gamma Peugeot di metà anni '30 ricevette elementi caratterizzanti come i fari anteriori spostati verso il centro della calandra.

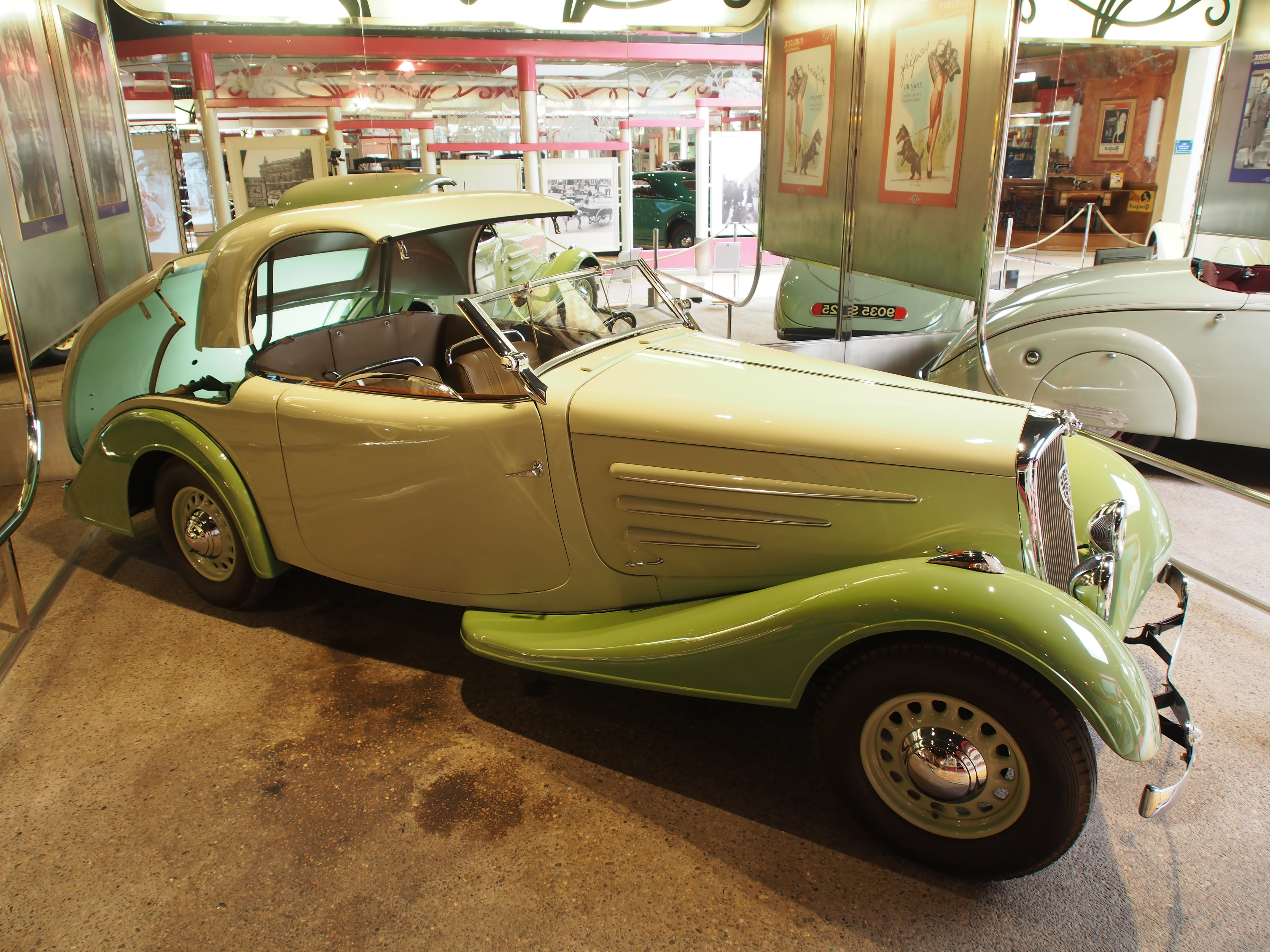
Peugeot 601 Eclipse

La produzione della 601 non si limitò a questa già ampia gamma di configurazioni: furono prodotti infatti anche 207 esemplari di 601 con carrozzeria Eclipse, cioè con tetto in metallo ripiegabile elettricamente.
I dati di vendita della 601 furono penalizzati dalle scarse prestazioni del motore, in ogni caso, considerando anche il breve ciclo vitale della 601, 3.999 esemplari non furono neppure da considerarsi un vero e proprio fiasco.
La 601 fu tolta di produzione nel 1935, lasciando un vuoto nel settore delle vetture di fascia alta che fu colmato solo 40 anni più tardi con l'arrivo della Peugeot 604.